# Pterobranchia
Gli Pterobranchia sono una classe di animali appartenenti al phylum degli Hemichordata. La classe, creata nel 1877 da Ray Lankester, comprende due ordini conosciuti, Cephalodiscida e Rhabdopleurida. Circondano il corpo secernendo un rivestimento tubolare.
Sono animali sessili. Si fissano al substrato dei fondali marini con delle pseudoradici. Muovono i tentacoli e attraverso una cavità si nutrono del cibo mosso da essi.
Recenti analisi al microscopio elettronico suggeriscono la possibilità che gli Pterobranchia siano imparentati con i Graptoliti, organismi fossili estintisi alla fine del Paleozoico e dalla posizione sistematica incerta.